# Vergil Ortiz Jr.
Vergil Ortiz Jr. (nacido el 25 de marzo de 1998) es un boxeador profesional estadounidense. Ostenta el título interino superwélter del Consejo Mundial de Boxeo (CMB) desde 2024.

## Biografía
Como aficionado, fue siete veces campeón nacional y ganó la categoría de 110 libras en el Campeonato Olímpico Juvenil Nacional de EE. UU. en 2013. Fue nombrado Prospecto del Año 2019 por la revista The Ring. Ortiz es conocido por su excepcional pegada, habiendo conseguido todas sus victorias por knockout, excepto dos.

## Carrera profesional

### Carrera temprana
Ortiz salió victorioso en sus primeras seis peleas, ganando las seis por detención y sólo pasando del primer asalto en una de las seis peleas.

### Ascenso en los rankings

#### Ortiz Jr. vs. Orozco
Ortiz, con un récord impecable de 13-0, derrotó a Antonio Orozco por nocaut técnico en el sexto asalto para ganar el título vacante de peso wélter Gold AMB el 10 de agosto de 2019, en The Theatre at Grand Prairie, Texas. Defendió el título en su próxima pelea contra Brad Solomon el 13 de diciembre de 2019, en Indio, California, ganando por nocaut en el quinto asalto. 

#### Ortiz Jr. vs. Hooker
Ortiz regresó al ring el 20 de marzo de 2021, venciendo a Maurice Hooker con otro nocaut técnico en el séptimo asalto en Fort Worth, Texas, para ganar el título vacante internacional de peso wélter de WBO.  

#### Ortiz Jr. vs. Tszyu
Ortiz Jr. estaba programado para enfrentarse a Tim Tszyu el 3 de agosto de 2024 en el estadio BMO de Los Ángeles. El 30 de mayo de 2024 se anunció que la pelea fue cancelada por consejo médico. Tszyu necesitó más tiempo para recuperarse de la lesión sufrida en su pelea anterior contra Sebastian Fundora en marzo.

### Campeonato interino de peso superwelter delCMB

#### Ortiz Jr. vs. Bohachuk
El 24 de junio de 2024 se anunció que Ortiz Jr se enfrentaría a Serhii Bohachuk en Las Vegas el 10 de agosto de 2024. Ortiz fue derribado dos veces en la pelea, pero ganó por decisión mayoritaria (114-112, 114-112, 113-113) después de doce asaltos competitivos; siendo esta la primera vez que Ortiz había llegado hasta el final en una pelea.

#### Ortiz Jr. vs. Madrimov
El 22 de febrero de 2025 en Riad, Arabia Saudita, Ortiz derrotó a Israil Madrimov por decisión unánime para retener su título interino de peso súper wélter del CMB, con dos puntuaciones de 115-113 y una de 117-111. Esta fue la segunda vez en la carrera de Ortiz que llegó a la distancia, así como la segunda vez consecutiva.

## Récord profesional
| Resultado | Récord | Oponente                | Tipo | Round  | Fecha                    | Localidad                                                | Notas                                                         |
| --------- | ------ | ----------------------- | ---- | ------ | ------------------------ | -------------------------------------------------------- | ------------------------------------------------------------- |
| Victoria  | 23–0   | Israil Madrimov         | UD   | 12     | 22 de Febrero de 2025    | The Venue Riyadh Season, Riyadh, Saudi Arabia            | Retuvo el título interino superwelter del WBC                 |
| Victoria  | 22–0   | Serhii Bohachuk         | MD   | 12     | 10 de Agosto de 2024     | Michelob Ultra Arena, Paradise, Nevada, U.S.             | Ganó el título interino superwelter del WBC                   |
| Victoria  | 21–0   | Thomas Dulorme          | KO   | 1 (12) | 27 de Abril de 2024      | Save Mart Center, Fresno, California, U.S.               |                                                               |
| Victoria  | 20–0   | Fredrick Lawson         | TKO  | 1 (12) | 6 de Enero de 2024       | Virgin Hotels Las Vegas, Paradise, Nevada, U.S           |                                                               |
| Victoria  | 19–0   | Michael McKinson        | TKO  | 9 (12) | 6 de Agosto de 2022      | Dickies Arena, Fort Worth, Texas, U.S.                   | Retuvo el título internacional de peso welter de la WBO       |
| Victoria  | 18–0   | Egidijus Kavaliauskas   | TKO  | 8 (12) | 14 de Agosto de 2021     | Ford Center at The Star, Frisco, Texas, U.S.             | Retuvo el título internacional de peso welter de la WBO       |
| Victoria  | 17–0   | Maurice Hooker          | TKO  | 7 (12) | 20 de Marzo de 2021      | Dickies Arena, Fort Worth, Texas, U.S.                   | Ganó el título vacante internacional de peso welter de la WBO |
| Victoria  | 16–0   | Samuel Vargas           | TKO  | 7 (12) | 24 de Julio de 2020      | Fantasy Springs Resort Casino, Indio, California, U.S.   | Retuvo el título welter de oro de la WBA                      |
| Victoria  | 15–0   | Brad Solomon            | KO   | 5 (12) | 13 de Diciembre de 2019  | Fantasy Springs Resort Casino, Indio, California, U.S.   | Retuvo el título welter de oro de la WBA                      |
| Victoria  | 14–0   | Antonio Orozco          | KO   | 6 (12) | 10 de Agosto de 2019     | The Theatre at Grand Prairie, Grand Prairie, Texas, U.S. | Ganó el título vacante de peso welter de oro de la WBA        |
| Victoria  | 13–0   | Mauricio Herrera        | KO   | 3 (10) | 4 de Mayo de 2019        | T-Mobile Arena, Paradise, Nevada, U.S.                   |                                                               |
| Victoria  | 12–0   | Jesus A Valdez Barrayan | RTD  | 5 (10) | 26 de Enero 2019         | Toyota Center, Houston, Texas, U.S.                      |                                                               |
| Victoria  | 11–0   | Roberto Ortiz           | TKO  | 2 (10) | Sep 15, 2018             | T-Mobile Arena, Paradise, Nevada, U.S.                   |                                                               |
| Victoria  | 10–0   | Juan Carlos Salgado     | KO   | 3 (10) | 23 de Junio de 2018      | Belasco Theater, Los Ángeles, California, EE. UU.        |                                                               |
| Victoria  | 9–0    | Jesús Álvarez Rodriguez | TKO  | 3 (8)  | 22 de Febrero de 2018    | Fantasy Springs Resort Casino, Indio, California, U.S.   | Ganó el título vacante NABF Junior superligero                |
| Victoria  | 8–0    | Evandro Cavalheiro      | TKO  | 1 (8)  | 16 de Noviembre de 2017  | Polifórum Benito Juárez, Cancún, México                  |                                                               |
| Victoria  | 7–0    | César Valenzuela        | TKO  | 2 (6)  | Sep 16, 2017             | T-Mobile Arena, Paradise, Nevada, U.S.                   |                                                               |
| Victoria  | 6–0    | Ricardo Alan Fernández  | TKO  | 1 (6)  | 17 de Junio de 2017      | Tostitos Championship Plaza, Frisco, Texas, U.S.         |                                                               |
| Victoria  | 5–0    | Angel Sarinana          | TKO  | 3 (4)  | 5 de Mayo de 2017        | MGM Grand Garden Arena, Paradise, Nevada, U.S.           |                                                               |
| Victoria  | 4–0    | Israel Villela          | KO   | 1 (4)  | 28 de Enero de 2017      | Fantasy Springs Resort Casino, Indio, California, U.S.   |                                                               |
| Victoria  | 3–0    | Néstor García           | KO   | 1 (4)  | 16 de Diciembre de 2016  | Fantasy Springs Resort Casino, Indio, California, U.S.   |                                                               |
| Victoria  | 2–0    | Ernesto Hernández       | KO   | 1 (4)  | 17 de Septiembre de 2016 | AT&T Stadium, Arlington, Texas, U.S.                     |                                                               |
| Victoria  | 1–0    | Julio Rodas             | KO   | 1 (4)  | 30 de Julio de 2016      | Fantasy Springs Resort Casino, Indio, California, U.S.   |                                                               |